# Liv Hornekær
Liv Hornekær (ur. 8 lutego 1972 w Kopenhadze) – duńska fizyk doświadczalna zajmująca się badaniami w zakresie nanotechnologii oraz astrochemii. Kieruje grupą dynamiki powierzchni w Instytucie Fizyki i Astronomii na Uniwersytecie w Aarhus. Jej badania obejmują w szczególności oddziaływania atomów wodoru z powierzchniami opartymi na węglu, np. z grafenem. W roku 2016 została laureatką prestiżowej nagrody EliteForsk przyznawanej przez duńskie ministerstwo szkolnictwa wyższego i nauki. W 2017 roku jako pierwsza kobieta w historii została mianowana profesorem fizyki na Uniwersytecie w Aarhus. W roku 2020 otrzymała nagrodę imienia Friedricha Wilhelma Bessela przyznawaną przez fundację Humboldta.